# Lijst van voetbalinterlands Brazilië - Duitse Democratische Republiek
Deze lijst van voetbalinterlands is een overzicht van alle officiële voetbalwedstrijden tussen de nationale teams van Brazilië en Duitse Democratische Republiek. De landen speelden in totaal vier keer tegen elkaar. De eerste ontmoeting, een wedstrijd tijdens het Wereldkampioenschap voetbal 1974, werd gespeeld in Hannover (toenmalig West-Duitsland) op 26 juni 1974. Het laatste duel, een vriendschappelijke wedstrijd, vond plaats op 13 mei 1990 in Rio de Janeiro. Dit was de voorlaatste wedstrijd van het Oost-Duits voetbalelftal.

## Wedstrijden
| № | Plaats         | Datum           | Competitie        | Wedstrijd                                 | Uitslag |
| - | -------------- | --------------- | ----------------- | ----------------------------------------- | ------- |
| 1 | Hannover       | 26 juni 1974    | WK 1974           | Brazilië – Duitse Democratische Republiek | 1 – 0   |
| 2 | Natal          | 26 januari 1982 | Vriendschappelijk | Brazilië – Duitse Democratische Republiek | 3 – 1   |
| 3 | Goiânia        | 8 april 1986    | Vriendschappelijk | Brazilië – Duitse Democratische Republiek | 3 – 0   |
| 4 | Rio de Janeiro | 13 mei 1990     | Vriendschappelijk | Brazilië – Duitse Democratische Republiek | 3 – 3   |

## Samenvatting
| Competitie        | Totaal gespeeld | Winst Brazilië | Gelijk | Winst DDR | Doelsaldo Brazilië – DDR |
| ----------------- | --------------- | -------------- | ------ | --------- | ------------------------ |
| WK-eindronde      | 1               | 1              | 0      | 0         | 1 − 0                    |
| Vriendschappelijk | 3               | 2              | 1      | 0         | 9 − 4                    |
| Totaal            | 4               | 3              | 1      | 0         | 10 − 4                   |

Wedstrijden bepaald door strafschoppen worden, in lijn met de FIFA, als een gelijkspel gerekend.

## Details

### Eerste ontmoeting
| WK 1974 (Hannover, West-Duitsland, 26 juni 1974): |       |                                |
| Brazilië                                          | 1 – 0 | Duitse Democratische Republiek |
| Rivelino 61'                                      | goals |                                |

### Tweede ontmoeting
| Vriendschappelijk (Natal, Brazilië, 26 januari 1982):        |       |                                |
| Brazilië                                                     | 3 – 1 | Duitse Democratische Republiek |
| Paulo Isidoro de Jesus 38' Renato 52' Serginho 79'           | goals | 34' Hans-Jürgen Dörner         |
| - Debuut van Matthias Döschner (Dynamo Dresden) voor de DDR. |       |                                |

### Derde ontmoeting
| Vriendschappelijk (Goiânia, Brazilië, 8 april 1986):                                                            |              | |
| Brazilië | 3 – 0        | Duitse Democratische Republiek |
| Müller 11' Alemão 36' Careca 59'                                                                                | goals        | |
| Telê Santana | bondscoach   | Bernd Stange |
| Gilmar Leandro Júlio César Carlos Mozer Branco Elzo Paulo Roberto Falcão Alemão Müller Careca Walter Casagrande | opstellingen | René Müller 39' Ronald Kreer Frank Rohde Carsten Sänger Matthias Liebers Uwe Zötzsche 80' Ralf Minge 65' Henry Lesser Andreas Thom Rainer Ernst Hans-Uwe Pilz |
| Édson Boaro 46'                                                                                                 | wissels      | 39' Detlef Schößler 65' Damian Halata 80' Jörg Stübner |

### Vierde ontmoeting
| Vriendschappelijk (Rio de Janeiro, Brazilië, 13 mei 1990):                                                                    |              | |
| Brazilië | 3 – 3        | Duitse Democratische Republiek |
| Alemão 43' Careca 56' Dunga 59'                                                                                               | goals        | 48' Thomas Doll 68' Rainer Ernst 90' Rico Steinmann |
| Sebastião Lazaroni | bondscoach   | Eduard Geyer |
| Claudio Taffarel Jorginho Aldair Carlos Mozer Ricardo Gomes 61' Branco 61' Alemão 67' Dunga Valdo Filho 61' Müller 61' Careca | opstellingen | Perry Bräutigam Heiko Peschke Stefan Böger Hendrik Herzog Matthias Lindner Dirk Schuster 63' Ralf Hauptmann Rainer Ernst 77' Uwe Weidemann Ulf Kirsten Thomas Doll |
| Mauro Galvão 61' Mazinho 61' Silas 61' Bebeto 61' Bismarck 67'                                                                | wissels      | 63' Rico Steinmann 77' Uwe Rösler |
| - Laatste interland van Rainer Ernst (56ste) en Ulf Kirsten (49ste) voor de DDR.                                              |              | |